# Walls Have Eyes
A Walls Have Eyes című lemez Robin Gibb negyedik kiadott önálló nagylemeze.

## Az album dalai
1. You Don't Say Us Anymore (Robin és Maurice Gibb) -4:07
2. Like a Fool (Barry, Robin és Maurice Gibb) – 4:01
3. Heartbeat in Exile (Barry, Robin és Maurice Gibb) -4:16
4. Remedy (Barry, Robin és Maurice Gibb) -3:30
5. Toys (Barry, Robin és Maurice Gibb) -5:02
6. Someone To Believe In (Barry, Robin és Maurice Gibb) – 3:33
7. Gone With The Wind (Robin és Maurice Gibb) – 3:37
8. These Walls Have Eyes (Barry, Robin és Maurice Gibb) – 4:24
9. Possession (Barry, Robin és Maurice Gibb) -3:11
10. Do You Love Her? (Barry, Robin és Maurice Gibb) -3:14

Az EMI és a Polydor lemezeken  a számok sorrendje eltérő.

## Közreműködők
- Robin Gibb – ének
- Maurice Gibb  – ének, zongora, szintetizátor
- Mitchel Froom,  Duane Hitchings -billentyűs hangszerek
- Steve Farris, George Terry – gitár
- Sandy Gennaro, dob
- Alto Reed, Ed Calle – fúvósok
- Barry Gibb – ének (Toys)
- Phil Chen – basszusgitár
- hangmérnök: Tom Dowd; Scott Glasel

## Az album dalaiból megjelent kislemezek, EP-k
- Like A Fool / Possession
- Toys / Do You Love Her